# Tino Paoletti
Celestino Paoletti, detto Tino (Firenze, 28 novembre 1977), è un ex rugbista a 15 italiano, pilone e allenatore degli avanti dei Lyons di Piacenza dal 2015.
Ha anche militato nei campionati francesi e inglesi, e vanta 17 presenze nella Nazionale italiana di rugby.